# Róbert Koltai
Róbert Koltai (ur. 16 grudnia 1943 w Budapeszcie) – węgierski aktor, reżyser filmowy i scenarzysta. Do najpopularniejszych w jego dorobku należą role w filmach C.K. Dezerterzy oraz Złoto dezerterów.

## Wybrana filmografia
- 1976: Azonosítás jako Kelemen
- 1985: C.K. Dezerterzy jako Chudej
- 1987: Csók, Anyu! jako Kalmar Geza
- 1998: Złoto dezerterów jako Chudej